# Was ich euch nicht erzählte
Was ich euch nicht erzählte, englischer Originaltitel Everything I Never Told You, ist der Debütroman der Schriftstellerin Celeste Ng und erschien 2014 in den USA. Celeste Ng schrieb sechs Jahre lang an dem Roman, der Elemente aus dem Familienroman mit denen des  Kriminalromans vermischt. Die Rechte wurden in mehr als 20 Länder verkauft.

## Inhalt
Am 3. Mai 1977 verschwindet Lydia Lee. Ihre Leiche wird am nächsten Tag aus dem See der Kleinstadt in Ohio, in der sie mit ihrer Familie lebte, geborgen. Lydias Eltern James und Marylin stehen nach dem Tod ihrer Lieblingstochter unter Schock. Im Verlauf der polizeilichen Untersuchungen müssen sie feststellen, dass Lydia nicht so beliebt und gut in der Schule war, wie sie dachten, sondern im Gegenteil eine Einzelgängerin war und dem Leistungsdruck in der Schule nicht standhalten konnte. Der Tod ihres Kindes zwingt James und Marilyn, aber auch Lydias zwei Geschwister, Nathan und Hannah, auf ihr bisheriges Leben zurückzublicken und Erklärungen für deren Tod zu finden. Der Roman besteht entsprechend aus zahlreichen Rückblenden aller Familienmitglieder:
James, der begabte Sohn chinesischer Einwanderer, versucht schon sein ganzes Leben lang dazuzugehören und durch größtmögliche Anpassung seinen Platz in der Gesellschaft zu finden. Als Universitätsprofessor lernt er 1957 an der Harvard University in einem Seminar Marilyn kennen. Marilyn, die schon früh die Rolle ihrer Mutter als Hausfrau verachtet, möchte Ärztin werden. Als sie James kennenlernt, ist sie gerade aufgrund seiner Andersartigkeit fasziniert von ihm und die beiden beginnen eine Beziehung. Als Marilyn feststellt, dass sie schwanger ist, beschließen die beiden zu heiraten. Marilyn ist entsetzt, als ihre Mutter sich dagegen stellt, nachdem sie von James chinesischer Abstammung erfahren hat.
Obwohl Marilyn zunächst vorhatte, nach der Geburt ihres Sohnes Nathan ihr Medizinstudium weiterzuführen, bleibt sie nach der zweiten Schwangerschaft mit Lydia für acht Jahre Hausfrau. Als ihre Mutter stirbt, kehrt sie in ihr altes Zuhause zurück. Dort verfällt sie in eine Krise, als sie realisiert, dass sie genau das Leben als Hausfrau und Mutter führt, das ihre tote Mutter immer für sie erhofft hatte. Marilyn beschließt, ihre Familie zu verlassen, ohne eine Nachricht zu hinterlassen und nimmt ihr Medizinstudium wieder auf. James bleibt im Glauben zurück, dass sie ihre Familie aufgrund seiner asiatischen Herkunft verlassen hat und nicht mehr unter dem sozialen Druck leiden will, ein gesellschaftlicher Außenseiter zu sein.
Marilyn bleibt mehrere Wochen weg und stellt in dieser Zeit fest, dass sie zum dritten Mal schwanger ist. Sie kehrt nach Hause zurück und merkt, dass ihr die Familie wichtiger ist als ihre Karrierepläne. Stattdessen ermutigt sie nun Lydia dazu, Ärztin zu werden und unterrichtet sie intensiv in Mathe und anderen Naturwissenschaften. Auch James setzt seit Marilyns Abwesenheit mehr und mehr alle Hoffnungen auf Lydia: Er wünscht sich, dass seine Tochter beliebt ist und – anders als er – bestens integriert. Nath hingegen lehnt er ab, weil er ihn an sich selbst als Kind und Außenseiter erinnert. Nath wird zunehmend eifersüchtig auf Lydia und schubst sie eines Tages in den See, obwohl sie nicht schwimmen kann. Als Nath jedoch merkt, wie bereitwillig Lydia sich ins Wasser fallen lässt, erkennt er, wie schwer das Gewicht der Erwartungen ihrer Eltern auf Lydia ruht, und er holt sie aus dem Wasser. Nath wird zum einzigen Verbündeten für Lydia und ist der einzige, der ihr Halt geben kann.
Als Teenager droht Lydia unter dem Erwartungsdruck ihrer Eltern zusammenzubrechen. Sie kann nicht mehr mithalten in den Zusatzkursen, zu denen Marilyn sie drängt. Darüber hinaus hat sie keine Kraft mehr, ihrem Vater vorzumachen, dass sie ein erfülltes Sozialleben hat. Sie fängt an, Zeit mit Jack zu verbringen, dem von Nath verhassten Nachbarsjungen. Als Nath in Harvard angenommen wird, hat Lydia Angst, ihren einzigen Vertrauten zu verlieren, und sie zerreißt seine Zusage. Dabei wird sie jedoch von Nath erwischt, der sich daraufhin von Lydia zurückzieht. Schließlich findet sich Lydia in der Nacht ihres Todes am Ufer des Sees wieder. Sie will entscheiden, wie es mit ihrem Leben weitergehen soll.
In der Zeit nach Lydias Tod findet Marilyn heraus, dass James ein Verhältnis mit einer seiner Mitarbeiterinnen, der ebenfalls asiatischstämmigen Louisa, angefangen hat. Zum ersten Mal erfährt sie von James’ Gefühl, dass Marilyn unglücklich in ihrer Ehe ist, weil er und die gemeinsamen Kinder asiatischer Herkunft sind. Marilyn und James sprechen sich offen aus und nähern sich allmählich wieder an.
Nath hält nach wie vor Jack für verantwortlich für den Tod seiner Schwester und konfrontiert diesen am Seeufer mit seiner Vermutung. Als es dabei zu Handgreiflichkeiten kommt und Nath dabei selbst ins Wasser fällt, beginnt er zu begreifen und zu akzeptieren, dass er niemals erfahren wird, wie es zu Lydias Tod kam. Er findet seinen eigenen Weg, mit dem Geschehenen umzugehen.

## Preise und Auszeichnungen
- 2014: Amazon Book of the Year Award[6]
- 2015: Massachusetts Book Award
- 2015: Alex Award
- 2014/2015: Asian/Pacific American Award For Literature In Adult Fiction
- 2015: Medici Book Club Prize[5]

## Ausgaben
- Everything I never told you. New York : Penguin Press, 2014
- Was ich euch nicht erzählte. Roman. Aus dem amerikanischen Englisch von Brigitte Jakobeit. München : dtv, 2016 ISBN 978-3-423-28075-4